# Lucien Victor
Lucien Victor (28 giugno 1931 – Sedan, 17 settembre 1995) è stato un ciclista su strada belga.
Ha vinto la medaglia d'oro olimpica nel ciclismo su strada alle Olimpiadi 1952 di Helsinki nella corsa a squadre insieme a André Noyelle e Robert Grondelaers.